# Guy Vandevoorde
Pour les articles homonymes, voir Vandevoorde.
Guy Vandevoorde, né en 1974 à Berchem-Sainte-Agathe (région de Bruxelles-Capitale), est un artiste belge, illustrateur, ayant principalement été publié dans la presse mais aussi l'affiche.

## Biographie
Guy Vandevoorde naît en 1974. De 1991 à 1999, il suit un parcours dans l’enseignement artistique lui permettant de s’essayer à divers media sans jamais s’écarter de l’illustration : deux ans d’humanités artistiques à l’Institut Sainte-Marie, trois ans d’études supérieures en illustration à l’École de recherche graphique (ERG) pendant lesquelles il s’initie aussi à la bande dessinée et au cinéma d’animation, trois ans d’études supérieures en gravure à l'École nationale supérieure des arts visuels (ENSAV - La Cambre) où il touche à la reliure de livre, la sérigraphie, à nouveau au cinéma d’animation.
En 1997, remarqué lors de portes ouvertes à La Cambre par la rédactrice du 7e Soir, supplément week-end au journal belge Le Soir, il réalise sa première illustration de presse. En 1999, La Libre Belgique, autre important journal belge, change de look, rajeunissant et diversifiant la couleur de son contenu rédactionnel. Il prend part à cette aventure perdurant encore à ce jour. En 2003, ce même quotidien brosse son portrait : « Guy Vandevoorde a des allures de John Lennon. Il préférerait celle de David Bowie ou Corto Maltese... Il se promène dans la vie en observateur attentif, avec un petit air malicieux dans les yeux. Sa passion pour la BD et le dessin animé l'ont amené à l'illustration dont il affectionne le contraste des noirs et blancs et les contours arrondis. Guy est un rêveur méthodique qui n'aime pas être bousculé. »
En parallèle à sa profession artistique, il participe à l’organisation de la galerie-librairie de bande dessinée Ziggourat et continue à monter des expositions avec cette équipe. Par la suite, il reste dans l'équipe scénographique de Jean-Marie Derscheid, notamment aux Rencontres suisses et internationales de bande dessinée de Delémont Delémont'BD.

### Vie privée
Guy Vandevoorde vit à Anderlecht (Bruxelles-Capitale).

## Liste exhaustive des illustrations

### PourLa Libre Belgique
Cela représente près de 250 illustrations depuis mars 1999 (toujours d’actualité), dont :
- La une concernant Di Rupo et le fédéralisme, 10 septembre 2004
- Une planche BD pleine page, 19 juillet 2003
- La une du supplément Bis pour le bicentenaire de la naissance de Victor Hugo, 23 février 2002
- L’annonce de la naissance d’Élisabeth de Belgique, 26 octobre 2001
- Opinion sur la destitution de Slobodan Milošević par Javier Solana, 9 octobre 2000
- Un message de fin d’année de Kofi Annan, 31 décembre 1999
- Mais aussi des opinions diverses de François Schuiten, Charles Picqué, le lieutenant-général E.R. Briquemont (en), Jacques Mercier, Jacques Attali, Amin Maalouf...
- Une série de dessins pour la version papier de l’émission radio de la RTBF La Semaine infernale sur des textes de Juan d'Oultremont, Raoul Reyers, Frédéric Jannin, Sergio Honorez..., depuis janvier 2003.

### Autres publications
- Une illustration de La Libre Belgique sur le colonialisme reprise par Courrier international, 15 décembre 2005
- Une illustration pour le site hommage au jeu Tetris, A-Tribute-To-Tetris, réalisé par Axel de Roy, en 2004
- Une illustration pour un portfolio et l’exposition 100 Disegnatori per la Palestina à Naples par Stefano Ricci au profit de l’association Kufia, en 2002
- Trois illustrations et trois planches de BD pour les 90 ans de la Fédération catholique des scouts Baden-Powell de Belgique (FSC), en 2002
- Une dizaine d'illustrations pour une brochure de la Caisse nationale des assurances vieillesse des artisans (CANCAVA), en 2001
- Une illustration pour Reporters sans frontières (RSF), en mars 2000
- Le storyboard du court métrage Elle réalisé par Cédric Hamiet, en 1998
- Une illustration pour Le 7e Soir, en novembre 1997.